# Tea Party

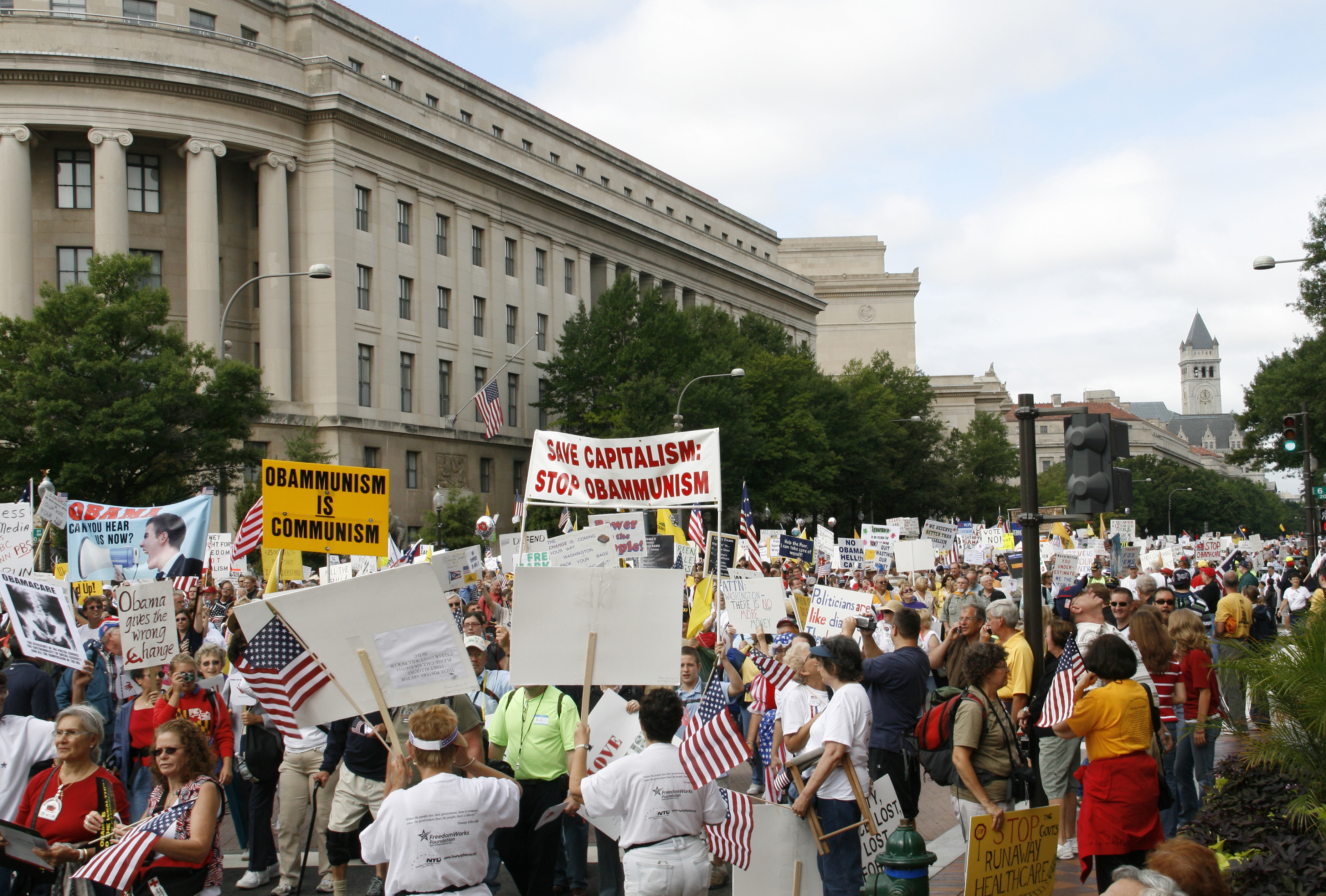
Marsz podatników na Waszyngton, Pennsylvania Avenue, Waszyngton, D.C., 12 września 2009

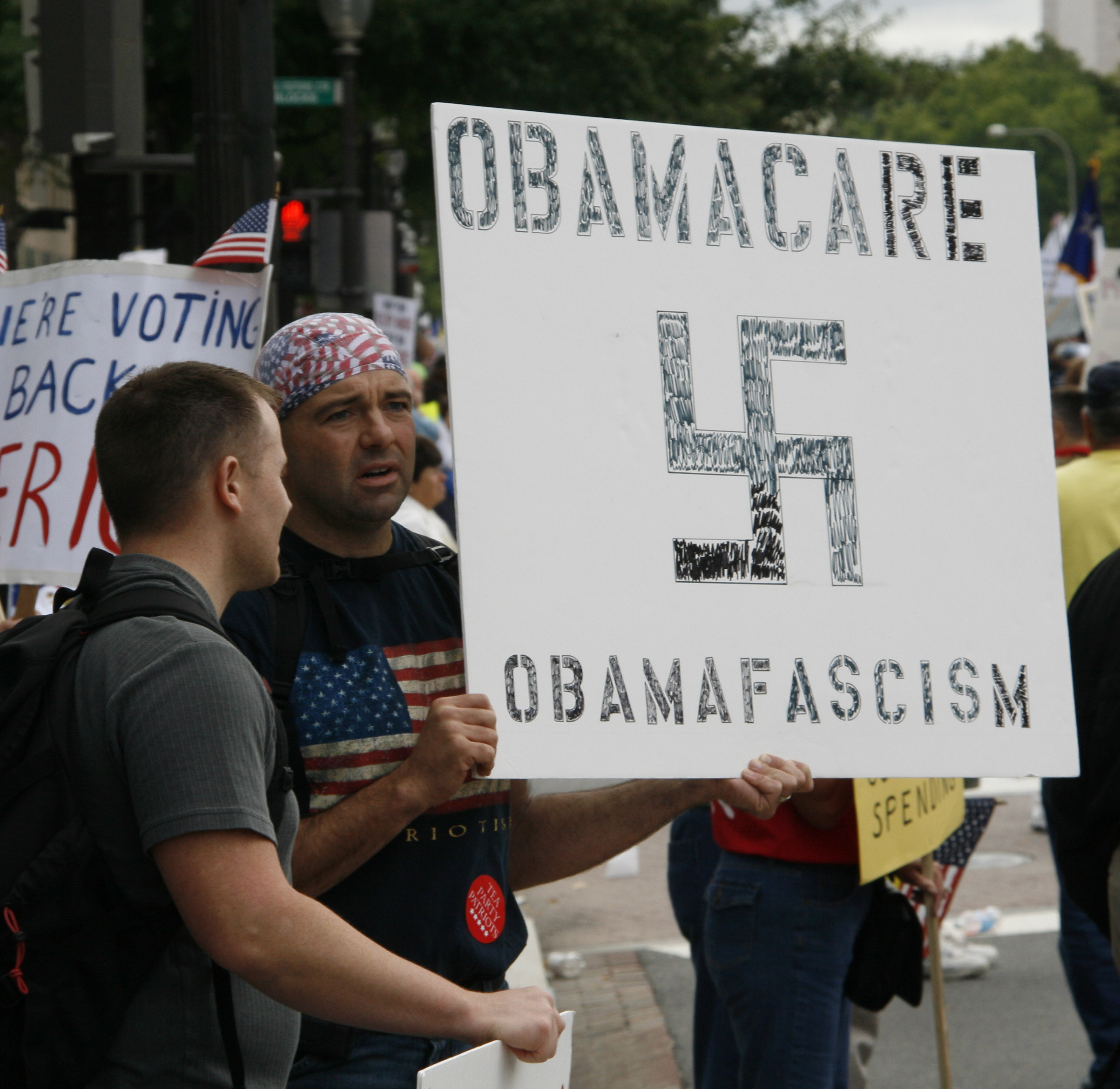
Protestujący reprezentanci Tea Party. Waszyngton, D.C., 12 września 2009

Historyczna, amerykańska Gadsden Flag z 1774 roku z okresu Rewolucji Amerykańskiej z napisem Nie depcz po mnie stała się nieformalnym logo Tea Party.

Tea Party (pol. Partia Herbaciana lub Partia Herbaty), notarikon: Taxed Enough Already Party (pol. Partia Już Wystarczająco Opodatkowanych) – amerykański wolnościowy ruch społeczny o programie konserwatywno–libertariańskim, wyrosły na fali masowych protestów ulicznych w 2009 roku – skierowanych przeciwko reformom administracji prezydenta George’a W. Busha (tzw. pierwszy plan antykryzysowy Emergency Economic Stabilization Act of 2008 zwany popularnie Planem Paulsona) – oraz następujących po nich reformom administracji prezydenta Baracka Obamy (tzw. drugi plan antykryzysowy – American Recovery and Reinvestment Act of 2009 oraz tzw. pakiet reform służby zdrowia – Patient Protection and Affordable Care Act i Health Care and Education Reconciliation Act of 2010) wprowadzających, pierwszy raz w historii USA, przymus wykupienia ubezpieczenia zdrowotnego, a w przypadku ubogich – finansowanie ich składek z budżetu federalnego.
Nazwa „Tea Party” ma związek z tzw. herbatką bostońską – wydarzeniem, które miało miejsce w 1773. Koloniści wyrzucili wówczas do morza cały transport herbaty, który przybył z Anglii. Ich działanie było spowodowane protestem wobec podatków wprowadzanych przez Koronę Brytyjską, przy jednoczesnym braku reprezentacji amerykańskich kolonii w Parlamencie Brytyjskim (tzw. No Taxation without Representation).
Zwolennicy ruchu opowiadają się za zmniejszeniem biurokracji, podatków, wydatków, długu publicznego oraz deficytu budżetowego. Deklarują też swoje szczególne przywiązanie do Konstytucji Stanów Zjednoczonych oraz do kapitalizmu zagrożonego ich zdaniem przez „obammunism”. Nie ukrywają swojej niechęci do rządu w Waszyngtonie i amerykańskiego establishmentu w ogóle, oskarżając ten pierwszy o stopniowe i konsekwentne ograniczanie praw i swobód obywatelskich (m.in. nadzwyczajne uprawnienia służb specjalnych wprowadzone na mocy Patriot Act w 2001 roku).
Ideologia ruchu zawarta jest w dziesięciu punktach sformułowanych przez teksańskiego prawnika Ryana Heckera zatytułowanych Contract from America. W dokumencie tym znajduje się 10 tez:

1. Obligatoryjne badanie zgodności każdej nowo uchwalonej ustawy z Konstytucją.
2. Odejście od polityki zmniejszenia emisji gazów cieplarnianych i zaprzestanie handlowania tzw. kwotami.
3. Wprowadzenie poprawki do Konstytucji zakazującej deficytu budżetowego, a także wymóg większości 2/3 w przypadku jakiejkolwiek ustawy modyfikującej system podatkowy.
4. Uproszczenie systemu podatkowego.
5. Audyt działalności agencji i programów federalnych na terenie kraju z punktu ich zgodności z Konstytucją, a w przypadku ich dublowania się instytucjami stanowymi ich likwidacja i pozostawienie instytucji lokalnych.
6. Wprowadzenie rocznego limitu wydatków federalnych rewaloryzowanego corocznie o stopę inflacji plus procent przyrostu rzeczywistego ludności.
7. Anulowanie tzw. pakietu reform zdrowotnych z 2010 roku.
8. Przyjęcie polityki „energia przede wszystkim” – autarkia energetyczna Ameryki, uniezależnienie się od dostaw z zagranicy
9. Ograniczenie wydatków federalnych funduszy celowych; uchwalenie moratorium na finansowanie funduszy celowych, aż do czasu gdy budżet będzie zbilansowany, potem wymagana zgoda większości 2/3.
10. Likwidacja wszystkich ostatnich podwyżek podatków przy jednoczesnym rozszerzeniu czasowych ulg w podatku dochodowym, kapitałowym oraz od spadków i darowizn zaplanowanych przez Kongres od końca roku 2011.

Znani działacze lub sympatycy: Sharron Angle, Michele Bachmann, Glenn Beck, Leo Berman, Newt Gingrich, Paul Gosar, Doug Hoffman, Matt Kibbe, Paul LePage, Dana Loesch, Joe Miller, Christine O’Donnell, Carl Paladino, Sarah Palin, Rand Paul, Charles Perry, Marco Rubio, Maureen Tucker, Allen West, Mark Williams.
Wśród zwolenników Tea Party zdecydowanie przeważa światopogląd religijny i konserwatywny, politycy ruchu sprzeciwiają się aborcji i małżeństwom homoseksualnym.
W kwestiach polityki zagranicznej np. w 2013 politycy związani z Tea Party opowiadali się przeciwko interwencji USA podczas wojny domowej w Syrii.
Szacuje się, że politycy utożsamiani z Tea Party zdobyli około 40 miejsc w wyborach do Kongresu USA w 2010 (w ramach mandatów uzyskanych przez Republikanów). W badaniach exit polls około 40% badanych wyrażało poparcie dla aktywistów Tea Party.